# عزمي محمود
عزمي محمود (بالملايوية: Azmi Mahmud) هو لاعب كرة قدم ماليزي في مركز حراسة المرمى، ولد في 6 مايو 1976 في Parit Buntar ‏ في ماليزيا. شارك مع منتخب ماليزيا لكرة القدم. أما مع النوادي، فقد لعب مع نادي كيدا دارول أمان.

## وصلات خارجية
- عزمي محمود على موقع الاتحاد الدولي (مؤرشف)  (الإنجليزية)